# Newzealandia graffi
Newzealandia graffi är en plattmaskart som först beskrevs av Arthur Dendy 1894.  Newzealandia graffi ingår i släktet Newzealandia och familjen Geoplanidae. Inga underarter finns listade i Catalogue of Life.